# Lista de senadores do Brasil da 28.ª legislatura
Esta é a lista de senadores do Brasil da 28.ª legislatura do Congresso Nacional. Inclui-se o nome civil dos parlamentares, o partido ao qual eram filiados na data da posse, sua unidade federativa de origem, bem como outras informações. Esta legislatura do Senado Federal durou de 1 de fevereiro de 1909 a 31 de janeiro de 1911.

## Senadores em exercício ao fim da legislatura
| Imagem              | Nome                                               | Início de mandato       | Fim de mandato          | Observações |
| Alagoas             | Alagoas                                            | Alagoas                 | Alagoas                 | Alagoas |
| ------------------- | -------------------------------------------------- | ----------------------- | ----------------------- | --- |
|                     | Joaquim Paulo Vieira Malta                         | 10 de fevereiro de 1907 | 31 de janeiro de 1911   | Governador de Alagoas |
|                     | Leopoldo Bulhões (José Leopoldo de Bulhões Jardim) | 1° de fevereiro de 1909 | 31 de janeiro de 1917   | [ 2 ] |
|                     | Manuel Gomes Ribeiro                               | 15 de fevereiro de 1909 | 31 de dezembro de 2018  | Barão de Traipú |
| Amazonas            |                                                    |                         |                         | |
|                     | Jorge de Morais                                    | 15 de Novembro de 1909  | 30 de março de 1911     | Suplente de Sá Peixoto. Renunciou para concorrer o cargo de prefeito nas primeiras eleições de Manaus.                                                      |
|                     | Silvério José Nery                                 | 11 de fevereiro de 1904 | 11 de novembro de 1930  | Perdeu o mandato com a vitória da Revolução de 1930, que dissolveu os órgãos legislativos do país, partiu para o exílio na Europa                           |
|                     | Jônatas Pedrosa                                    | 16 de janeiro de 1897   | 31 de janeiro de 1911   | Governador do Amazonas (1913-1917) |
| Bahia               |                                                    |                         |                         | |
|                     | Ruy Barbosa (Ruy Barbosa de Oliveira)              | 15 de novembro de 1891  | 10 de março de 1921     | Renunciou o mantado em 1921 |
|                     | José Marcelino de Sousa                            | 15 de Novembro de 1909  | 26 de Abril de 1917     | Segunda passagem pelo senado. Faleceu no exercício do cargo.                                                                                                |
|                     | Severino Vieira                                    | 15 de novembro de 1906  | 31 de janeiro de 2015   | [ 9 ] |
| Ceará               |                                                    |                         |                         | |
|                     | José Joaquim Domingues Carneiro                    | 15 de Novembro de 1909  | 31 de Janeiro de 1911   | Renunciou ao mandato para favorecer a volta de Francisco Sá                                                                                                 |
|                     | Tomás Accioly (Tomás Pompeu Pinto Accioly)         | 1° de fevereiro de 1909 | 9 de setembro de 1918   | [ 11 ] |
|                     | Pedro Borges (Pedro Augusto Borges)                | 13 de julho de 1904     | 31 de janeiro de 1917   | Governador do Ceará (1900-1904) |
| Espírito Santo      |                                                    |                         |                         | |
|                     | José de Melo Carvalho Muniz Freire                 | 7 de agosto de 1905     | 30 de dezembro de 1914  | Governador do Espírito Santo (1900-1904) |
|                     | Nestor Gomes                                       | 1° de fevereiro de 1909 | 22 de maio de 1920      | Eleito Governador do Espírito Santo (1920-1924) |
|                     | Bernardino Monteiro (Bernardino de Sousa Monteiro) | 1° de fevereiro de 1909 | 22 de maio de 1916      | Eleito Governador do Espírito Santo (1916-1920) |
| Distrito Federal    |                                                    |                         |                         | |
|                     | Augusto de Vasconcelos                             | 15 de Novembro de 1906  | 10 de Dezembro de 1915  | Faleceu no exercício do cargo. Presidente do Ministério de Portugal (1912-1911)                                                                             |
|                     | Lauro Sodré                                        | 15 de novembro de 1902  | 31 de janeiro de 1912   | Anteriormente Senador pelo Pará |
|                     | Melquíades Mário de Sá Freire                      | 15 de Novembro de 1909  | 15 de Novembro de 1916  | [ 18 ] |
| Goiás               |                                                    |                         |                         | |
|                     | Brás Abrantes                                      | 29 de maio de 1906      | 31 de janeiro de 1915   | [ 19 ] |
|                     | Gonzaga Jaime                                      | 1° de fevereiro de 1909 | 29 de janeiro de 1921   | Faleceu no exercício do cargo |
|                     | Urbano de Gouveia                                  | 1° de fevereiro de 1903 | 23 de julho de 1909     | Governador de Goiás (1909-1912) |
| Maranhão            |                                                    |                         |                         | |
|                     | Alexandre Colares Moreira Júnior                   | 15 de novembro de 1909  | 31 de Dezembro de 1910  | Duas vezes Governador do Maranhão (1902-1904) e 1905-1906)                                                                                                  |
|                     | Urbano Santos da Costa Araújo                      | 15 de novembro de 1906  | 14 de novembro de 1914  | Vice-Presidente da República (1914-1918) |
|                     | José Eusébio                                       | 16 de Setembro de 1909  | 25 de Abril de 1925     | Faleceu no exercício do cargo |
| Mato Grosso         |                                                    |                         |                         | |
|                     | Antônio Azeredo (Antônio Francisco Azeredo)        | 1° de fevereiro de 1897 | 11 de novembro de 1930  | Perdeu o mandato com a vitória da Revolução de 1930, que dissolveu os órgãos legislativos do país, partiu para o exílio na Europa                           |
|                     | Joaquim Murtinho (Joaquim Duarte Murtinho)         | 15 de novembro de 1902  | 18 de novembro de 1911  | Faleceu no exercício do cargo |
|                     | José Metello (José Maria Metello)                  | 1° de fevereiro de 1900 | 31 de dezembro de 1908  | [ 27 ] |
| Minas Gerais        |                                                    |                         |                         | |
|                     | Bernardo Pinto Monteiro                            | 15 de novembro de 1910  | 24 de julho de 1924     | Faleceu no exercício do cargo |
|                     | Bueno de Paiva                                     | 15 de Novembro de 1912  | 9 de Novembro de 1920   | Teve duas passagens pelo senado, essa foi a primeira. Renunciou o mandato para assumir a Vice-presidência do Brasil (1920-1922)                             |
|                     | Feliciano Augusto de Oliveira Pena                 | 4 de novembro de 1904   | 31 De janeiro de 1906   | Suplente de Carlos Vaz de Melo |
| Pará                |                                                    |                         |                         | |
|                     | Artur Índio do Brasil e Silva                      | 15 de novembro de 1906  | 14 de novembro de 1924  | [ 31 ] |
|                     | Justo Leite Chermont                               | 1° de fevereiro de 1900 | 31 de janeiro de 1909   | Governador do Pará (1889-1891) |
|                     | José Pais de Carvalho                              | 15 de janeiro de 1905   | 31 de dezembro de 1912  | Governador do Pará (1897-1901) |
| Paraíba             |                                                    |                         |                         | |
|                     | Álvaro Lopes Machado                               | 15 de novembro de 1906  | 2 de maio de 1913       | [ 34 ] |
|                     | Castro Pinto                                       | 7 de abril de 1908      | 27 de agosto de 1912    | [ 35 ] |
|                     | Valfredo Leal                                      | 1° de fevereiro de 1909 | 31 de janeiro de 1917   | Monsenhor |
| Paraná              |                                                    |                         |                         | |
|                     | Alencar Guimarães                                  | 27 de abril de 1908     | 8 de outubro de 1920    | [ 37 ] |
|                     | Cândido Ferreira de Abreu                          | 15 de novembro de 1906  | 14 de março de 1913     | Eleito Prefeito de Curitiba (1913-1916) |
|                     | Generoso Marques (Generoso Marques dos Santos)     | 1° de fevereiro de 1909 | 22 de maio de 1926      | Governador do Paraná (1891) |
| Pernambuco          |                                                    |                         |                         | |
|                     | Francisco de Assis Rosa e Silva                    | 15 de Novembro de 1903  | 31 de Janeiro de 1911   | Teve quatro passagens pelo senado, essa foi a segunda. Vice-Presidente da República (1898-1902)                                                             |
|                     | Antônio Gonçalves Ferreira                         | 1° de Fevereiro de 1904 | 31 de Janeiro de 1915   | Governador de Pernambuco (1900-1904) |
|                     | João Luís Alves                                    | 15 de Novembro de 1909  | 31 de Dezembro de 1918  | Suplente |
| Piauí               |                                                    |                         |                         | |
|                     | Gervásio Passos                                    | 1° de fevereiro de 1908 | 31 de janeiro de 1915   | [ 43 ] |
|                     | Firmino Pires Ferreira                             | 15 de Novembro de 1894  | 22 de Julho de 1930     | Faleceu no exercício do cargo |
|                     | Joaquim Ribeiro Gonçalves                          | 15 de Novembro de 1909  | 31 de Dezembro de 1917  | Em 1909 candidatou-se a deputado federal e a senador, sendo eleito para ambos os mandatos. Optou pelo Senado e concluiu seu primeiro mandato, de nove anos. |
| Rio de Janeiro      |                                                    |                         |                         | |
|                     | Lourenço Maria de Almeida Batista                  | 15 de novembro de 1903  | 31 de dezembro de 1914  | [ 46 ] |
|                     | Carlos Augusto de Oliveira Figueiredo              | 15 de Novembro de 1904  | 11 de Novembro de 1911  | Renunciou para assumir uma cadeira de ministro do Supremo Tribunal Federal                                                                                  |
|                     | Joaquim Augusto de Assunção                        | 1° de Fevereiro de 1909 | 31 de Janeiro de 1915   | Suplente. Também foi diretor do Banco Pelotense. |
| Rio Grande do Norte |                                                    |                         |                         | |
|                     | Meira e Sá                                         | 8 de janeiro de 1907    | 31 de dezembro de 1910  | [ 49 ] |
|                     | Augusto Tavares de Lira                            | 1° de Fevereiro de 1910 | 14 de Novembro de 1914  | Renunciou para assumir o Ministro da Viação e Obras Públicas do Brasil                                                                                      |
|                     | Antônio José de Melo e Sousa                       | 1° de Fevereiro de 1908 | 31 de Dezembro de 1920  | Duas vezes Governador do Rio Grande do Norte (1907-1908) e (1921-1924)                                                                                      |
| Rio Grande do Sul   |                                                    |                         |                         | |
|                     | Pinheiro Machado (José Gomes Pinheiro Machado)     | 1° de janeiro de 1890   | 8 de setembro de 1915   | Presidente do Senado Federal (1902-1903) |
|                     | Vitorino Monteiro                                  | 15 de novembro de 1906  | 30 de maio de 1920      | Suplente de Ramiro Barcellos, que assumiu uma cadeira no senado pelo Rio de janeiro, posteriormente reeleito. Faleceu no exercício do cargo                 |
|                     | Alexandre Cassiano do Nascimento                   | 1° de Fevereiro de 1909 | 9 de Novembro de 1912   | Constituinte (1891). Faleceu no exercício do cargo |
| Santa Catarina      |                                                    |                         |                         | |
|                     | Lauro Müller                                       | 15 de novembro de 1906  | 13 de fevereiro de 1912 | Fundador do Partido Republicano Catarinense, Ministro das Relações Exteriores (1912-1917)                                                                   |
|                     | Filipe Schmidt                                     | 29 de setembro de 1902  | 27 de outubro de 1914   | Duas vezes Governador de Santa Catarina (1898-1902) e (1914-1918)                                                                                           |
|                     | Adolfo Konder                                      | 1° de fevereiro de 1909 | 31 de janeiro de 2011   | [ 57 ] |
| São Paulo           |                                                    |                         |                         | |
|                     | Alfredo Ellis                                      | 15 de fevereiro de 1903 | 30 de junho de 1925     | Faleceu no exercício do cargo |
|                     | Francisco Glicério                                 | 28 de abril de 1902     | 12 de abril de 1916     | Faleceu no exercício do cargo |
|                     | Campos Salles (Manoel Ferraz de Campos Salles)     | 3 de Maio de 1909       | 28 de Junho de 1913     | Faleceu no exercício do cargo. Presidente da República (1898-1902)                                                                                          |
| Sergipe             |                                                    |                         |                         | |
|                     | Manuel Prisciliano de Oliveira Valadão             | 2 de fevereiro de 1907  | 23 de outubro de 1914   | Governador do Sergipe (1914-1918) |
|                     | Coelho e Campos (José Luís Coelho e Campos)        | 11 de fevereiro de 1890 | 20 de dezembro de 1913  | Nomeado Ministro do STF em 1913 |
|                     | Guilherme de Campos                                | 1° de Fevereiro de 1909 | 31 de Janeiro de 1917   | Governador de Sergipe (1905-1908) |